# Divlje jagode
Divlje jagode so jugoslovanski in bosanski hard rock in heavy metal skupina nastala je leta 1977 v Zagrebu. Bili so zelo priljubljena skupina na območju nekdanje Jugoslavije. Maja 1977 je Sead Lipovača skupaj z Anto Jankovićem, Nihadom Jusufhodžićem, Mustafo Ismailovskim in Adonisom Dokuzovićem ustanovil Divlje jagode. Izdali so več singlov in dvanajst albumov, leta 2006 pa so izdali box set z desetimi albumi in enim singlom.

## Zgodovina

### Začetki
Maja 1977 so se po dolgem premisleku odločili za spremembo imena v 'Divje jagode'. Jeseni istega leta so za takrat vodilno založbo v državi 'Jugoton' posneli prvi singel, ki je vključeval dve skladbi, balado 'Jedina moja' (ki je dosegla velik uspeh) in 'Rock 'n' Roll'. . Besedilo za pesem "Jedina moja" je napisal Ante Janković, glasbo pa Sead Lipovača. V začetku leta 1978 je izšel drugi singel, na katerem je priredba stare bosanske sevdaline Moj dilbere in na B strani čustvena balada Prijatelj. Istega leta je izšel njihov tretji singel, s katerim so pridobili precejšnjo popularnost med občinstvom in velikim številom svojih oboževalcev. Na singlu sta skladbi Patkica in Kad bi vi, gospa. Po izidu singla se 'Jagode' odpravljajo na mini turnejo po Bihaću in okolici. Konec leta se odpravijo v studio posnemat svoj prvi album. Album Divlje jagode je izšel leta 1979, izdala pa ga je založba Jugoton. Material na albumu je sestavljen iz devetih skladb, med drugim pa so tu znane balade Krivo je more in nova različica pesmi Jedina moja. Večina ostalih skladb je na temo hard rocka in po vzoru Deep Purple in Black Sabbath. Besedilo je napisal Ante Janković, glasbo Sead Lipovača, produkcijo pa Vladimir Delač. Po izidu albuma si je skupina vzela nekaj časa premora, saj so nekateri člani odšli na služenje vojaškega roka.
Takrat jih je zapustil Mustafa Ismailovski in se pridružil pop skupini Srebrna krila. Sead Lipovača sodeluje z Marino Tucaković, ki piše besedila za singla "Hoćeš li me voljet sutra" in "Nemam ništa protiv / Bit će bolje".

### 1980
V začetku osemdesetih let dvajsetega stoletja so Divlje jagode spet delovale, pred njimi pa je na koncertih nastopala skupina BAG iz Bihaća. Sead Lipovača opazi njihovega basista Alijo Alena Islamovića in ga povabi med 'jagode'. Težave pa nastanejo, ko mu Lipovača pove svoje načrte, da gre celotna skupina v Sarajevo, a Islamoviću uspe rešiti težavo s starši in odide ustvarjati svojo glasbeno kariero z 'Divljimi jagodami'.
Po izdaji prve plošče Divlje jagode je prišlo do nesporazuma s strani založbe Jugoton in nezadovoljen s promocijo albuma se je Lipovača preselil v Sarajevo, kjer je podpisal pogodbo z založbo "Diskoton". V začetku leta 1981 so 'Divlje jagode' sestavljali Sead Lipovača (kitara), Ante Janković (vokal), Alen Islamović (bas kitara) in Nasko Budimlić (bobni, ki jih je Islamović pripeljal iz skupine 'BAG').
V začetku leta 1981 so odšli v Beograd in v studiu 'Druga maca' posneli svoj drugi album Glass Hotel, ki ga odlikuje heavy metal zvok. Album napoveduje pesem "Autostop", ki je bila zelo priljubljena (tako zaradi glasbe kot besedila) in takrat so jo predvajale vse televizije. Album je izšel sredi leta 1981, izdaja pa jo založba 'Diskoton' iz Sarajeva. Producenta materiala sta bila Lipovača in Enco Lesić, besedila pa so napisali Goran Petranović (vokalist skupine 'Elvis J. Kurtovic'), Marina Tucaković in Alen Islamović. Uvodna tema albuma je bila skladba "Autostop", ki jo je napisal Petranović, pesem "Kako si topla i mila" pa je postala največja uspešnica s tega albuma. Velik uspeh sta poželi tudi baladi "Dotakni se me, odnesi bolečino" in "Najdi pot". Ker jih je vodil heavy metal stil, se je Lipovača na koncertih obnašal kot Angus Young iz AC/DC, pojavljal se je v kratkih hlačah ter izvajal različne skoke in tekanje po odru. V letu 1981 so 'Divlje jagode' nastopile na številnih koncertih, med katerimi so bili koncert žrtvam Bosanske krajine, rock festival v Bihaću (BROF), septembra pa so na beograjskem hipodromu skupaj z Bijelim Dugmetom gostili zasedbo. Iron Maiden, ki je takrat prvič prišla na ozemlje nekdanje Jugoslavije.